# Mamãe Gansa

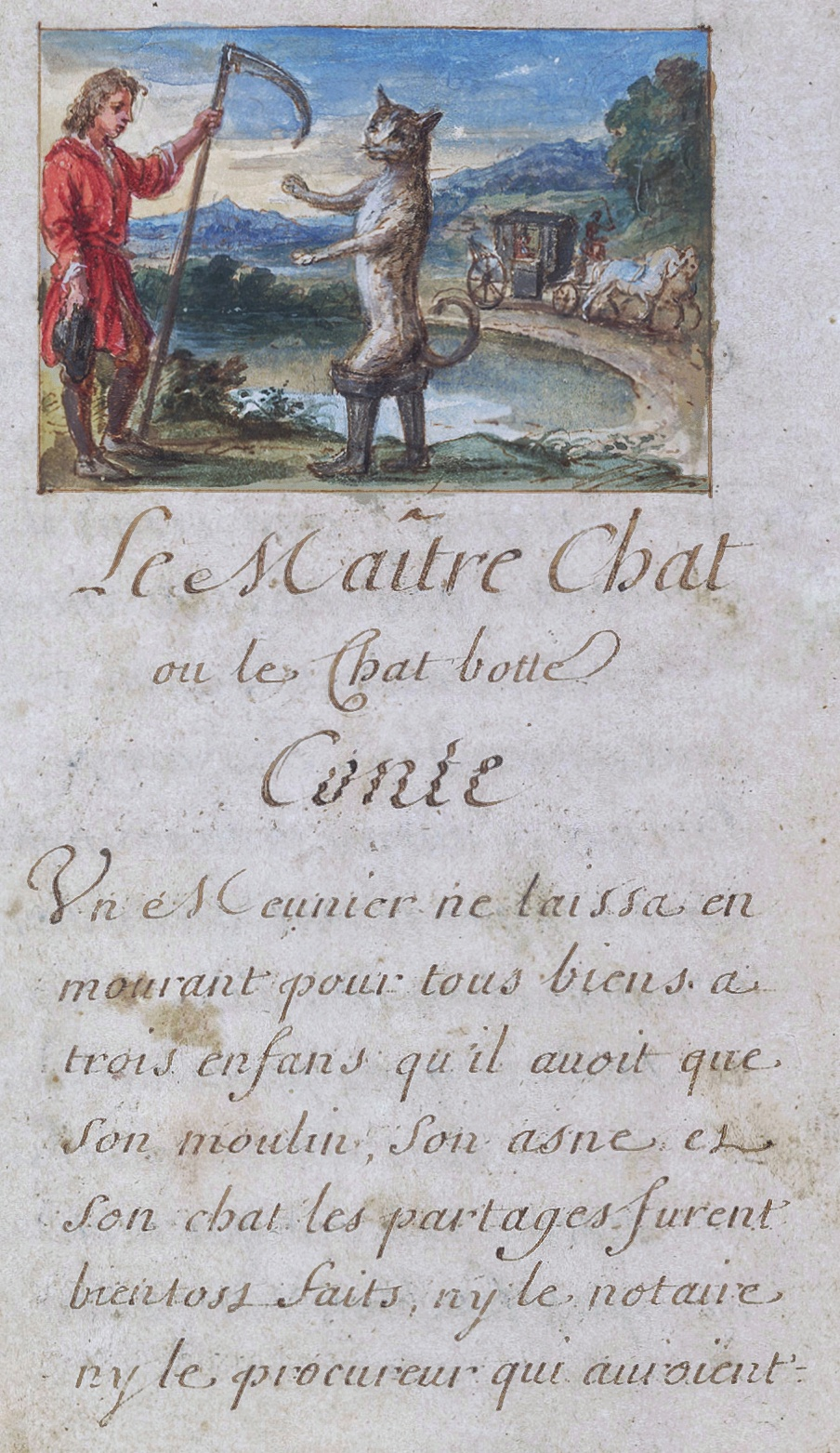
Página de uma versão manuscrita (fins do século XVII) de Contes de ma mère l'Oye de Charles Perrault, mostrando O Gato de Botas.

No Brasil e em outros países, a Mamãe Gansa (ou Mãe Gansa) é uma figura bem conhecida na literatura de contos de fadas. Embora o nome tenha sido popularizado a partir do século XVII pelo livro Contes de ma mère l'Oye de Charles Perrault, a existência de mulheres que contavam histórias (como está registrado na capa da primeira edição do livro), certamente é muito mais antiga e não representa uma pessoa real.

## Origem

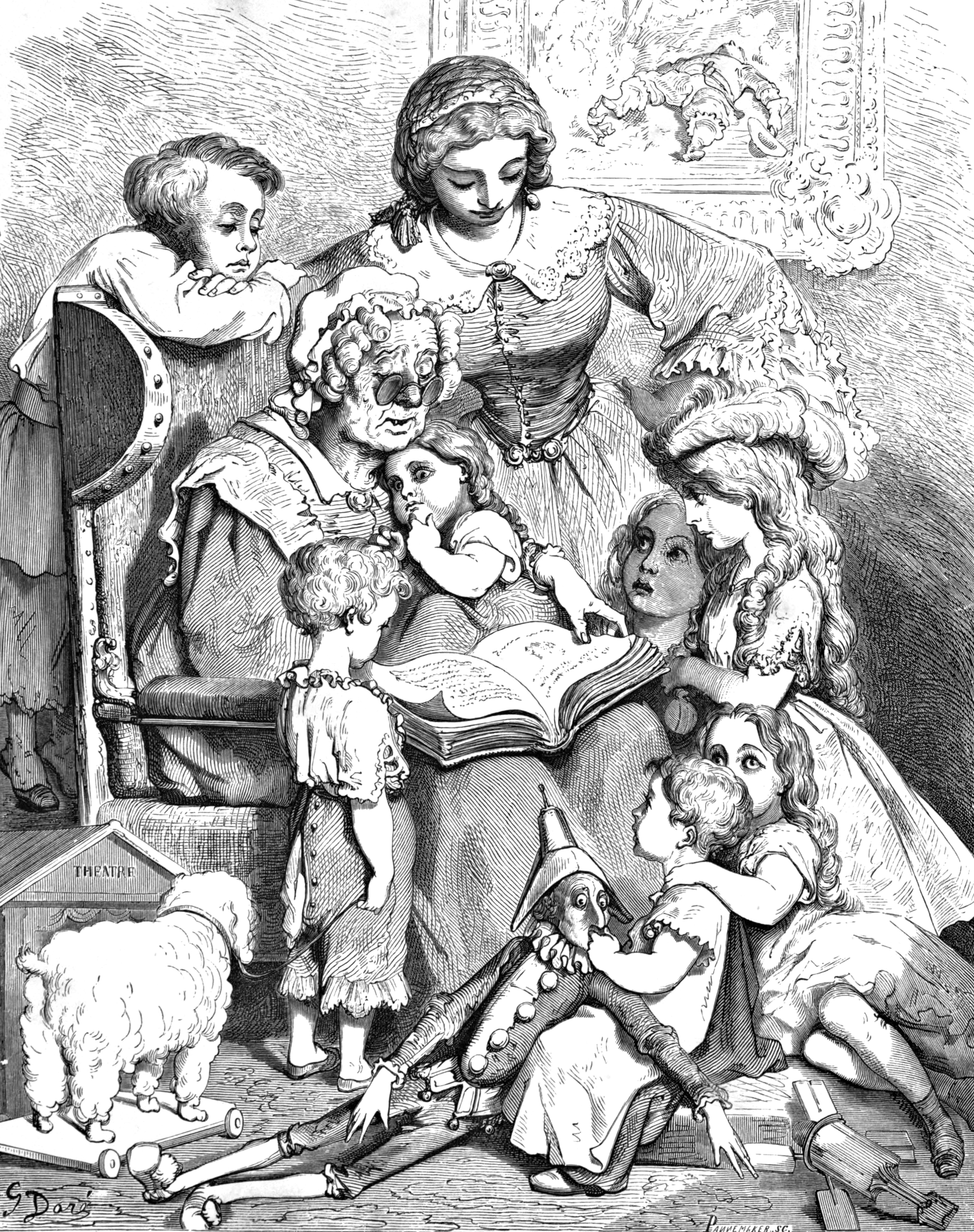
Ilustração de Contes de ma Mère l'Oye por Gustave Doré.

"Mamãe Gansa" é o nome que foi dado a uma arquetípica mulher do campo, a qual teria sido a origem das histórias e cantigas atribuídas à personagem Mamãe Gansa. Embora nenhum(a) escritor(a) jamais tenha sido identificado(a) sob tal nome, a primeira menção conhecida a ele aparece numa crônica semanal em versos, La Muse Historique (1660?) de Jean Loret, publicada regularmente durante muitos anos. Seu comentário, ...comme un conte de la Mere Oye ("...como uma história da Mamãe Gansa") demonstra que a expressão já era familiar. O iniciador do gênero literário dos contos de fadas, Charles Perrault, publicou em 1695 sob o nome do próprio filho, uma coleção de contos de fadas intitulada Histoires ou contes du temps passés, avec des moralités, a qual tornou-se mais bem conhecida por seu subtítulo, Contes de ma mère l'Oye ou "Contos da Mãe Gansa". A publicação de Perrault marca o verdadeiro início da história da personagem.
Existem relatos, familiares para turistas que visitam Boston, Massachusetts, que a Mãe Gansa original era uma habitante local chamada Mary Goose, cujo corpo foi sepultado no Granary Burying Ground. De acordo com Eleanor Early, uma historiadora da cidade nos anos 1930 e 1940, a verdadeira Mãe Gansa era uma pessoa real que viveu em Boston por volta de 1660. Supostamente, ela seria a segunda esposa de Isaac Goose, e levou os dez filhos que teve para morar com os dez que Isaac já tinha. Após a morte de Isaac, Elizabeth foi viver com sua filha mais velha, a qual casou-se com Thomas Fleet, um editor que vivia em Pudding Lane (hoje Devonshire Street). De acordo com Early, "Mother Goose" costumava cantar canções e cançonetas para os netos o dia inteiro, e outras crianças afluíam para ouví-las. Finalmente, o genro reuniu as canções e as publicou.
Em The Real Personages of Mother Goose (1930), Katherine Elwes Thomas argumenta que a imagem e o nome "Mãe Gansa" ou "Mere L'Oye", pode ter sido baseado em antigas lendas sobre a esposa do rei Roberto II da França. "Bertha Pés-de-Ganso" é freqüentemente citada em lendas francesas como a narradora de contos incríveis que arrebatavam as crianças. A autoridade mundial na tradição da Mamãe Gansa, Iona Opie, não dá qualquer crédito às suposições, sejam de Elwes Thomas ou de Boston.
O iniciador do gênero literário dos contos de fadas, Charles Perrault, publicou em 1695, sob o nome do próprio filho, uma coleção de contos denominado Histoires ou contes du temps passés, avec des moralités, que se tornou mais conhecida por seu subtítulo, "Contes de ma mère l'Oye" ou "Contos de minha Mãe Gansa". As obras de Perrault marcam o início oficial verificável das histórias da Mãe Gansa.
Em 1729, Robert Samber lançou uma tradução em inglês da coleção de Perrault, Histories or Tales of Past Times, Told by Mother Goose. John Newbery publicou uma compilação de cantigas de ninar inglesas, Mother Goose's Melody, or, Sonnets for the Cradle (Londres, sem data, cerca de 1765), que mudou o foco dos contos de fadas para cantigas de ninar, e em inglês esse era o principal significado da Mãe Gansa até recentemente.
A primeira aparição pública das histórias da Mãe Gansa no Novo Mundo ocorreu em Worcester, onde o impressor Isaiah Thomas reimprimiu o livro de Samber sob o mesmo título em 1786.
Maurice Ravel escreveu uma suíte para piano denominada Ma Mère l'Oye, a qual orquestrou para um balé.

### Em inglês
- (em inglês)-"Quem foi a Mamãe Gansa?"
- (em inglês)-A Verdadeira Mãe Gansa
- No Projecto Gutenberg:
  - (em inglês)-Os Contos da Mãe Gansa por Charles Perrault traduzidos para o inglês por Charles Welsh
  - (em inglês)-A Verdadeira Mãe Gansa ilustrada por Blanche Fisher Wright
  - (em inglês)-As Únicas Melodias Verdadeiras da Mamãe Gansa, autor anônimo
  - (em inglês)-Mamãe Gansa em Prosa por L. Frank Baum

#### Ilustrações
- (em inglês)-Mother Goose Clip Art—Ilustrações em domínio público dos contos da Mamãe Gansa.

### Em português
- (em português)-Histórias que Alimentam a Alma por Glória Radino em Semiosfera da UFRJ. Recuperado em 14 de maio de 2007.
- (em português)-Contos da Mãe Gansa por Nelly Novaes Coelho em Grau Dez. Recuperado em 14 de maio de 2007.